# Jason McCaslin
Jason Paul McCaslin (* 3. září 1980, Toronto, Ontario, Kanada), známější jako Cone, je baskytaristou a vedlejším vokalistou kanadské pop-punkové skupiny Sum 41. Do skupiny přišel jako poslední ze současného složení v únoru 1999, čímž nahradil odcházejícího Marka Spicoluka. Jen několik málo měsíců po příchodu Jasona podepsala skupina smlouvu s nahrávacím studiem Island Records.
McCaslin hraje na baskytaru již od svých 14 let - tehdy účinkoval v garážové grunge kapele Second Opinion (Druhý názor) spolu s bývalým bubeníkem Avril Lavigne Mattem Brannem a několika dalšími sousedy. I zde byl posledním, kdo do skupiny vstoupil, a jelikož si již stávající členové vybrali své nástroje, nezbylo mu nic jiného, než hrát na baskytaru.
Než Jason vstoupil do Sum 41, pracoval jako uvaděč v kině. Má se zato, že svoji přezdívku „Cone“ (kornout, kužel) získal od spoluhráče ze Sum 41 Derycka Whibleyho již na střední škole, kvůli častému pojídání zmrzlinových kornoutů při obědě. V současnosti nicméně trpí nesnášenlivostí laktózy.
Přesto, že je obvykle spíše tichý a introvertní, je fanouškům Sum 41 nejvíce na očích - často mluví s veřejností a odpovídá na dotazy kladené na oficiálních webových stránkách kapely.

## The Operation M.D.
Cone v roce 2002 rozjel spolu s Toddem Morsem (Juliette and The Licks, H2O) vedlejší projekt - The Operation M.D., jehož dema jsou dostupná na MySpace stránce . Debutové album s názvem We Have an Emergency (Máme pohotovost) vyšlo 20. února 2007 ve vydavatelství Aquarius Records. Jason ve skupině vystupuje pod přezdívkou Dr. Dynamite. Ve třech skladbách zastoupil hlavní vokály.